# Walt Disney Theatrical Productions
Walt Disney Theatrical Productions, är ett Walt Disney Companys första produktionsbolag för scenuppsättningar. Dess första uppsättning var Skönheten och Odjuret som gick upp på Broadway 1994.